# Milan Jovin
Milan Jovin (cyr.: Mилaн Joвин, ur. 12 grudnia 1955 w Srpskiej Crnje) – serbski piłkarz występujący na pozycji obrońcy. Reprezentant Jugosławii. Trener piłkarski.

## Kariera klubowa
Jovin karierę rozpoczynał w 1975 roku w drugoligowym zespole RFK Novi Sad. Spędził tam trzy sezony, a potem przeszedł do pierwszoligowej Crvenej zvezdy. Trzy razy wywalczył z nią mistrzostwo Jugosławii (1980, 1981, 1984), dwa razy wicemistrzostwo Jugosławii (1982, 1986), a także dwa razy Puchar Jugosławii (1982, 1985). W 1987 roku przeszedł do szwedzkiej drużyny Degerfors IF, z którą w sezonie 1987 grał w drugiej lidze szwedzkiej. Potem zakończył karierę.

## Kariera reprezentacyjna
W reprezentacji Jugosławii Jovin zadebiutował 30 marca 1980 w wygranym 2:0 pojedynku Pucharu Bałkanów z Rumunią. W tym samym roku został powołany do kadry na Letnie Igrzyska Olimpijskie, zakończone przez Jugosławię na 4. miejscu. W latach 1980–1982 w drużynie narodowej rozegrał 4 spotkania.